# Francisco Javier Fernández
Francisco Javier ("Paquillo") Fernández Peláez (ur. 6 marca 1977 w Guadix) – hiszpański lekkoatleta specjalizujący się w chodzie sportowym (głównie na dystansie 20 km). Srebrny medalista olimpijski z Aten i uczestnik igrzysk olimpijskich w Sydney i Pekinie, trzykrotny wicemistrz świata, trzykrotny (w tym dwukrotny złoty) medalista mistrzostw Europy, złoty medalista igrzysk śródziemnomorskich. Złoty medalista mistrzostw świata juniorów, medalista mistrzostw Europy w kategorii wiekowej U-20 i U-23.
Jednym z jego trenerów był czterokrotny mistrz olimpijski w chodzie Robert Korzeniowski (współpracę z nim Hiszpan zerwał po nieudanym występie na mistrzostwach świata w Berlinie).

## Przebieg kariery
Jako junior został srebrnym medalistą mistrzostw Europy w Nyíregyháza oraz mistrzostw świata rozgrywanych w Sydney, oba tytuły wywalczył w konkurencji chodu na 10 000 m. Później w najważniejszych imprezach międzynarodowych występował głównie w konkurencji chodu na 20 km. W 1997 roku w tejże konkurencji zdobył srebrny medal młodzieżowych mistrzostw Europy, natomiast rok później sięgnął po brązowy medal seniorskich mistrzostw Europy w Budapeszcie. W 1999 roku zadebiutował na mistrzostwach świata seniorów, podczas zmagań rozgrywanych w Sewilli zajął 15. miejsce.
Wystąpił na igrzyskach olimpijskich w Sydney, w ich trakcie konkurs chodu na 20 km zakończył na 7. miejscu z czasem 1:21:01 – do zwycięzcy Roberta Korzeniowskiego tracił ponad dwie minuty.
Nie udało mu się ukończyć chodu na 20 km w ramach mistrzostw świata w Edmonton, ale w czasie europejskiego czempionatu w Berlinie wywalczył złoty medal w tej samej konkurencji, ponadto czasem 1:18:37 ustanowił nowy rekord zmagań tej rangi. W 2003 roku w swej specjalności zdobył srebrny medal mistrzostw świata, rok później zaś wywalczył tytuł wicemistrza olimpijskiego (tutejszy chód ukończył w czasie 1:19:45).
W 2005 roku zdobył złoty medal igrzysk śródziemnomorskich, a także drugi tytuł wicemistrzowski na czempionacie w Helsinkach. W kolejnych latach kariery sięgnął po złoty medal europejskiego czempionatu w Göteborgu oraz po kolejny srebrny medal mistrzostw świata, który wywalczył w ramach zmagań w Osace. Na rozgrywanych w Pekinie igrzyskach olimpijskich nie udało się Hiszpanowi wywalczyć kolejnego krążka, konkurs chodu na 20 km ukończył na 7. miejscu z rezultatem czasowym 1:20:32.
W lutym 2010 przyznał się do stosowania dopingu, w związku z czym dwa miesiące później otrzymał karę dwuletniego zawieszenia (od 11 lutego 2010 do 10 lutego 2012 roku). W grudniu 2010 roku lekkoatleta został aresztowany, aczkolwiek niedługo później hiszpańska federacja lekkoatletyczna skróciła dyskwalifikację Fernándeza o połowę, w związku z czym Hiszpan mógł wciąż startować w zawodach. Jednak IAAF odwołała się od tej decyzji i hiszpański chodziarz został zdyskwalifikowany na okres dwóch lat (do grudnia 2012 roku) – tym samym nie został też dopuszczony do startu w igrzyskach olimpijskich w Londynie.

## Osiągnięcia
| Rok     | Zawody                                    | Miasto           | Miejsce | Konkurencja      | Wynik    |
| ------- | ----------------------------------------- | ---------------- | ------- | ---------------- | -------- |
| 1995    | Mistrzostwa Europy juniorów               | Nyíregyháza      | srebro  | chód na 10 000 m | 41:02,34 |
| 1996    | Mistrzostwa świata juniorów               | Sydney           | złoto   | chód na 10 000 m | 40:38,25 |
| 1997    | Puchar świata w chodzie sportowym         | Podiebrady       | 46.     | chód na 20 km    | 1:22:41  |
| 1997    | Młodzieżowe mistrzostwa Europy            | Turku            | srebro  | chód na 20 km    | 1:21:59  |
| 1998    | Puchar Europy w chodzie sportowym         | Dudince          | złoto   | chód na 20 km    | 1:20:31  |
| 1998    | Mistrzostwa Europy                        | Budapeszt        | brąz    | chód na 20 km    | 1:21:39  |
| 1999    | Puchar świata w chodzie sportowym         | Mézidon-Canon    | 12.     | chód na 20 km    | 1:22:47  |
| 1999    | Mistrzostwa świata                        | Sewilla          | 15.     | chód na 20 km    | 1:27:23  |
| 2000    | Puchar Europy w chodzie sportowym         | Eisenhüttenstadt | brąz    | chód na 20 km    | 1:18:56  |
| 2000    | Igrzyska olimpijskie                      | Sydney           | 7.      | chód na 20 km    | 1:21:01  |
| 2001    | Mistrzostwa świata                        | Edmonton         | DNF     | chód na 20 km    | N/A      |
| 2002    | Mistrzostwa Europy                        | Monachium        | złoto   | chód na 20 km    | 1:18:37  |
| 2003    | Puchar panamerykański w chodzie sportowym | Tijuana          | srebro  | chód na 20 km    | 1:19:08  |
| 2003    | Puchar Europy w chodzie sportowym         | Czeboksary       | złoto   | chód na 20 km    | 1:19:48  |
| 2003    | Mistrzostwa świata                        | Paryż            | srebro  | chód na 20 km    | 1:18:00  |
| 2004    | Igrzyska olimpijskie                      | Ateny            | srebro  | chód na 20 km    | 1:19:45  |
| 2005    | Igrzyska śródziemnomorskie                | Almeria          | złoto   | chód na 20 km    | 1:22:45  |
| 2005    | Mistrzostwa świata                        | Helsinki         | srebro  | chód na 20 km    | 1:19:36  |
| 2006    | Puchar świata w chodzie sportowym         | A Coruña         | złoto   | chód na 20 km    | 1:18:31  |
| 2006    | Mistrzostwa Europy                        | Göteborg         | złoto   | chód na 20 km    | 1:19:09  |
| 2007    | Mistrzostwa świata                        | Osaka            | srebro  | chód na 20 km    | 1:22:40  |
| 2008    | Puchar świata w chodzie sportowym         | Czeboksary       | złoto   | chód na 20 km    | 1:18:15  |
| 2008    | Igrzyska olimpijskie                      | Pekin            | 7.      | chód na 20 km    | 1:20:32  |
| 2009    | Mistrzostwa świata                        | Berlin           | DNF     | chód na 20 km    | N/A      |
| 2011    | Mistrzostwa świata                        | Daegu            | DSQ     | chód na 20 km    | N/A      |
| Źródło: |                                           |                  |         |                  |          |

Pięć razy w karierze został mistrzem swego kraju. W latach 2003–2007 otrzymał trzy złote medale w chodzie na 20 km, w 2008 został złotym medalistą w chodzie na 10 000 m, w 2009 roku zaś wywalczył tytuł mistrzowski w chodzie na 50 km.

## Rekordy życiowe
- chód na 10 000 m – 37:53,09 (27 lipca 2008, Santa Cruz de Tenerife) – do 14 listopada 2020 roku był to rekord świata[14]
- chód na 10 km – 37:52 (8 czerwca 2002, Kraków)
- chód na 20 km – 1:17:22 (28 kwietnia 2002, Turku)
- chód na 50 km – 3:41:02 (1 marca 2009, San Pedro del Pinatar)

Halowe
- chód na 5000 m – 18:24,13 (17 lutego 2007, Belfast; 6 marca 2007, Belfast, )

Źródło: 